# Вулиця Лукаша (Львів)
Вулиця Лукаша — вулиця у Франківському районі< міста Львова, у місцевості Вулька. Сполучає вулиці Карпинця та Відкриту. На схилах Вулецького пагорба, між вулицями Сахарова, Бой-Желенського та Лукаша розташований Студентський парк. Його будівництво розпочали ще у XX столітті.

## Історія
Вулиця почала формуватися у 1920—1930-х роках, першу офіційну назву — Відок — отримала у 1934 році. Під час німецької окупації, з 1943 року по липень 1944 року, вулиця мала назву Віляндґассе (нім. Kleiststrasse), на честь німецького хіміка XX століття Гайнріха Вілянда. У липні 1944 року вулиці повернена передвоєнна назва — Відок і вже у 1945 році перейменована на вулицю Видову. Наступне перейменування відбулося у 1966 році, на честь радянського зброяра, конструктора авіаційного озброєння Михайла Березіна. Сучасна назва вулиці походить від 1993 року, на честь видатного українського письменника-перекладача Миколи Лукаша.

## Забудова
Вулиця Лукаша забудована будинками 1930-х та 1960—1970-х років, зведеними у стилі польського та радянського конструктивізму. Вулиця Лукаша є частиною Студентського містечка Львівської політехніки.
№ 1, 2 — чотириповерхові будівлі гуртожитків № 7 та № 9 Національного університету «Львівська політехніка», зведені у 1930-х роках у стилі польського конструктивізму. У будинку під № 2 також міститься студентська каплиця. Від вул. Лукаша, між гуртожитками  7 та № 9 встановлена фігура Пресвятої Богородиці.
№ 3а — студентський храм блаженного священномученика Олексія Зарицького, зведена у 2009 році за проєктом архітектора Р. Сулика. Виконує функції одного з центрів студентського капеланства. Належить до Галицького деканату Львівської архієпархії Львівської митрополії УГКЦ. Церква освячена Архиєпископом і Митрополитом Львівським УГКЦ Владикою Ігорем (Возняком) 18 грудня 2009 року, на честь блаженного Олексія Зарицького, який вважається покровителем вдів, сиріт, молоді та студентів, а також людей, які змушені жити на чужині та байдужих до віри.
№ 4 — п'ятиповерхова будівля гуртожитку № 5 Національного університету «Львівська політехніка», зведена у 1950-х роках у стилі радянського конструктивізму.
№ 5 — дев'ятиповерхова будівля гуртожитку № 11  Національного університету «Львівська політехніка», зведена на початку 1970-х років. За радянських часів у гуртожитку працював прокатний пункт телевізорів.